# یکی مثل تو (ترانه ادل)
«یکی مثل تو» (به انگلیسی: Someone like You) ترانه‌ای از خواننده و ترانه‌سرای انگلیسی ادل است که توسط وی و دن ویلسون سروده و تهیه شده‌است. این ترانه متعلق به دومین آلبوم استودیوی ادل به نام ۲۱ است. سبک موسیقی آن سول و پیانو است و متن آن دربارهٔ یک رابطه از بین رفته‌است. «کسی شبیه تو» در ۲۴ ژانویه ۲۰۱۱ در پادشاهی متحده و در ۹ اوت ۲۰۱۱ در آمریکا منتشر شد و در اکثر چارت‌ها به رتبه یک رسید. همچنین این ترانه برنده جایزه گرمی برای بهترین اجرای پاپ تک‌نفره شد. وی ترانه «یکی شبیه تو» (Someone Like You) را بهترین ترانه‌اش می‌داند و گفته‌است بر خلاف تصور همگان این ترانه یک کار استودیویی نیست و او هنگامیکه در رختخواب بود این ترانه را آهنگسازی کرده‌است.